# Cristina Favre-Moretti
Pour les articles homonymes, voir Favre et Moretti.
Cristina Favre-Moretti, née le 26 août 1963, est une sportive de ski-alpinisme, de VTT marathon et de course en montagne.
Sa sœur jumelle, Isabella Crettenand-Moretti est également championne de sports d'endurance.

## Palmarès (sélection)

### Ski alpinisme
- 1998 :
  - 1re et record de la course, le Tour de Cervin avec Catherine Mabillard et Sandra Zimmerli[1]
- 2003 :
  - 1re aux Championnats d'Europe en individuel
  - 1re aux Championnats d'Europe par équipe avec Catherine Mabillard
  - 1re aux Championnats d'Europe en combiné
  - 1re au Dolomiti par équipe avec Catherine Mabillard[2]
- 2004 :
  - 1re aux Championnats du monde en individuel
  - 1re aux Championnats du monde en vertical race
  - 1re aux Championnats du monde par équipe avec Catherine Mabillard
  - 1re aux Championnats du monde en relais avec Catherine Mabillard et Isabella Crettenand-Moretti
  - 1re au Transcavallo par équipe
  - 1re au Trophée des Gastlosen avec Isabella Crettenand-Moretti[3]
- 2005 :
  - 1re aux Championnats d'Europe en individuel
  - 1re aux Championnats d'Europe en vertical race
  - 1re aux Championnats d'Europe par équipe avec Isabella Crettenand-Moretti
  - 1re aux Championnats d'Europe en relais avec Isabella Crettenand-Moretti et Gabrielle Magnenat
  - 1re aux Championnats d'Europe en combiné

#### Trofeo Mezzalama
- 2003 : 1re avec Chiara Raso et Arianna Follis

#### LaPierra Menta
- 2004 : 1re avec Catherine Mabillard
- 2005 : 1re avec Isabella Crettenand-Moretti

#### LaPatrouille des Glaciers
- 1998 : 1re et record de la course, avec  Catherine Mabillard et Sandra Zimmerli
- 2000 : 1re avec  Catherine Mabillard et Sandra Zimmerli
- 2004 : 1re avec Catherine Mabillard et Isabella Crettenand-Moretti
- 2008 : 3e avec Catherine Mabillard et Isabella Crettenand-Moretti

### VTT cross country
- 2002 : 1re au Grand Raid Cristalp, 76 km[4]

### Autres courses
- 1995 : 1re à la course du glacier
- 2002, 2003, 2004 : 1re au Kilomètre vertical de Fully
- 2010 :
  - 2e à l'Iron-Terrific de Crans-Montana[5]
  - 1re à La Chia avec Isabella Crettenand-Moretti [6]
  - 1re à la Tartine's Race[7]